# Guter Glaube
Guter Glaube (lateinisch bona fide mit gutem Glauben) ist ein Rechtsbegriff aus der Rechtswissenschaft, der vor allem beim Gutglaubensschutz als Vertrauensschutz in einen Rechtsschein eine Rolle spielt. Sein Gegenbegriff ist Bösgläubigkeit.

## Rechtsterminologische Abgrenzung
Der deutsche Rechtsbegriff Guter Glauben ist die wörtliche Übersetzung des lateinischen Terminus bona fides. Inhaltlich sind die beiden Termini allerdings nicht deckungsgleich, da im Rahmen des römischen Rechts in den Begriffshof Treu und Glauben einbezogen werden muss. Verstanden wird darunter in allgemeiner Hinsicht redliches und zuverlässiges Handeln im Rechtsverkehr. Umfasst ist alles, was in der deutschen Rechtssprache gemeinhin mit dem Begriff Guter Glaube und Treu und Glauben zum Ausdruck kommt. Der deutsche Begriff der Gutgläubigkeit (es fehlt [irrtumsbedingt] das subjektive Unrechtsbewusstsein bei objektiv tatsächlich fehlender Berechtigung) ist demgegenüber eine begriffliche Verengung.
Rechtsordnungen des romanischen und verschiedener verwandter Rechtskreise verwenden den Begriff der bona fides beziehungsweise die entsprechenden landessprachlichen Ausdrücke zumeist im ursprünglichen, allgemeinen Sinne des römischen Rechts. Spricht also beispielsweise der französische, spanische oder italienische Jurist von „gutem Glauben“ (bonne foi, buena fe bzw. buona fede) oder „gutgläubig“ (oder verwendet er im internationalen Gespräch den englischen Ausdruck „good faith“), so kann das den Guten Glauben im engeren Sinne zwar einschließen, ist aber im Deutschen häufig treffender mit Treu und Glauben beziehungsweise treugläubig wiederzugeben. Als „bösgläubig“ wird dementsprechend in ausländischen Rechtssprachen in der Regel ein treuwidriges oder rechtsmissbräuchliches Verhalten überhaupt bezeichnet.

## Deutschland
Der gute Glaube stellt eine Ersatzlösung für den Fall dar, dass es an der Berechtigung des Verfügenden fehlt, aber ein Verfügungsgeschäft aus Gründen der Verkehrssitten und des Vertrauensschutzes dennoch wirksam sein soll. Der gute Glaube überwindet jedoch lediglich den Mangel der Verfügungsberechtigung, nicht jedoch Mängel auf der Ebene der vertraglichen Einigung oder der Übergabe einer Sache im Vollzug der Einigung. Scheitert ein Rechtsgeschäft aus einem dieser Gründe, hilft eine Gutglaubensregelung nicht weiter. Zu unterscheiden sind:
- guter Glaube in das Eigentum: Regelfall der §§ 932 ff. BGB.
- guter Glaube an die Verfügungsbefugnis: (ausnahmsweise zulässig und geschützt) § 135 Abs. 2 BGB (gesetzliches Veräußerungsverbot), § 136 BGB (behördliches Veräußerungsverbot), § 161 Abs. 3 BGB (Zwischenverfügung) oder § 366 HGB (Verfügungsbefugnis). Nicht geschützt ist ein guter Glaube an die Vertretungsmacht des Verfügenden (gesetzlich nicht vorgesehen). Bei der Vorlage einer Vollmachtsurkunde im Original ist der Vertragspartner im Regelfall berechtigt, den Schutz des guten Glaubens in Anspruch zu nehmen (§ 172 BGB). Nach § 56 HGB werden beim Handelskauf die Gutglaubensvorschriften des BGB auch dann angewandt, wenn der gute Glaube des Erwerbers die Befugnis des Veräußerers über die Sache für den Eigentümer zu verfügen, betrifft.

Von besonderer rechtlicher Bedeutung ist der gutgläubige Erwerb von Eigentum an beweglichen Sachen gemäß § 932 BGB. Ein Erwerber kann von einem Veräußerer, der nicht Eigentümer, aber Besitzer ist, Eigentum an der Sache erwerben. Die vermeintliche Besitzverschaffungsmacht des Veräußerers an der Sache erzeugt hier den „Rechtsschein“ des Eigentums, auf den der Erwerber vertraut, aufgrund der Rechtsordnung zudem vertrauen darf. Voraussetzung ist jedoch, dass der Erwerber gutgläubig, also nicht bösgläubig (Beweislastregel), in Bezug auf das Eigentumsrecht des Veräußerers ist. Er darf also weder vorsätzlich, noch grob fahrlässig in Bezug darauf handeln, dass der Veräußerer nicht Eigentümer ist, so § 932 Abs. 2 BGB. Damit trifft das Gesetz eine Definition des „Guten Glaubens“. Ausnahmsweise ist der gutgläubige Erwerb gemäß § 935 BGB allerdings ausgeschlossen, wenn die Sache dem tatsächlichen Eigentümer abhandengekommen ist, beispielsweise gestohlen wurde.
Der Erbschein begründet ebenfalls einen Gutglaubensschutz (§ 2366 BGB).
Guter Glaube spielt auch eine Rolle im Eigentümer-Besitzer-Verhältnis gemäß §§ 987 ff. BGB. Es regelt die Konstellation, dass der Besitzer der Sache eines anderen, nämlich des Eigentümers in seinem Besitz hält, dazu aber nicht berechtigt ist. Auch hier wird zwischen Gut- und Bösgläubigkeit differenziert. Gegenstand des guten Glaubens ist hierbei der Umstand, dass der Besitzer zum Besitz berechtigt erscheint: Weiß der Besitzer davon, dass er die Sache rechtswidrig in seinem Besitz hat, ist er weniger schützenswert als der rechtswidrigen Besitz ausübende Besitzer, der von dem Mangel der Besitzberechtigung nicht weiß. § 990 BGB ordnet in dem Fall eine strengere Haftung an, auch erhält er seinerseits Aufwendungsersatz nur unter erschwerten Bedingungen (§ 996 BGB). Fehlt dem Besitzer dagegen das Bewusstsein der Rechtswidrigkeit seiner Besitzausübung, so ist er „gutgläubig“ und wird gegenüber dem bösgläubigen Besitzer privilegiert behandelt. Erfährt der ursprünglich gutgläubige Besitzer im Nachhinein von der Rechtswidrigkeit seines Besitzes, so verliert er ab dem Zeitpunkt der Kenntniserlangung seine Gutgläubigkeit und ist von da an nicht mehr in besonderer Weise schützenswert (§ 990 Abs. 1 Satz 2 BGB).

Bei Handelsgeschäften genügt wegen der Flexibilität und Schnelligkeit des Geschäftsverkehrs und der Erfahrung von Kaufleuten auch der gute Glaube an die Verfügungsbefugnis (§ 366 HGB). Ob hingegen auch der gute Glaube an die Vertretungsmacht (also das Handeln in fremdem Namen) geschützt wird, ist sehr umstritten, aber wohl eher abzulehnen. 
Der Schutz des gutgläubigen Erwerbs von Inhaberpapieren (nur ausgeschlossen bei grober Fahrlässigkeit und Vorsatz des Erwerbers) ist gegenüber beweglichen Sachen gesetzlich weitreichender geregelt. Es besteht zu Gunsten von Inhaberpapieren eine gesetzliche Vermutung, dass der Besitzer eines Inhaberpapiers auch dessen Eigentümer ist (§ 793 Abs. 1 Satz 1 BGB). Darüber hinaus können Inhaberpapiere (und Geld) selbst dann gutgläubig erworben werden, wenn sie dem früheren Eigentümer gestohlen wurden, verloren gegangen oder abhandengekommen sind (§ 935 Abs. 2 BGB). Über § 365 Abs. 2 HGB in Verbindung mit Art. 16 Abs. 2 WG und Art. 21 SchG ist gutgläubiger Erwerb zudem an abhandengekommenen Orderpapieren möglich, sofern sich der jeweilige Inhaber durch eine zusammenhängende, auf den Aussteller zurückführende Kette von Indossamenten ausweisen kann. Es wird nicht nur der gute Glaube an das Eigentum des Veräußerers geschützt, sondern auch der gute Glaube an dessen Verfügungsbefugnis.

## Schweiz
Das schweizerische Recht liefert keine Legaldefinition des Begriffes. Wohl am besten umschrieben wird er wie folgt:

„Guter Glaube ist das Fehlen des Unrechtsbewusstseins trotz eines Rechtsmangels.“

Die BV der Schweizerischen Eidgenossenschaft statuiert in Art. 5 Abs. 3, dass der Staat und die Privaten nach Treu und Glauben handeln. Als Konkretisierung gilt im Zivilrecht die Gutglaubens-Präsumtion. Gemäss Art. 3 ZGB wird sein Dasein vermutet, d. h. wer den guten Glauben seines Gegners bestreiten will, muss den Beweis für dessen Bösgläubigkeit erbringen (und nicht umgekehrt). Zudem muss zur Vermutung mit dem Beweis des Gegenteils umgestossen werden, ein Gegenbeweis reicht nicht aus.
Wer jedoch bei der Aufmerksamkeit, wie sie nach den Umständen von ihm verlangt werden darf, nicht gutgläubig sein konnte, ist nicht berechtigt, sich auf den guten Glauben zu berufen.
Die folgende Liste ist nicht abschließend:
- Art. 714 Abs. 2 ZGB: gutgläubiger Eigentumserwerb
- Art. 884 Abs. 2 ZGB: gutgläubiger Pfandrechtserwerb
- Art. 895 Abs. 3 ZGB: Retentionsrecht
- Art. 933 ZGB: gutgläubiger Erwerb anvertrauter Sachen
- Art. 935 ZGB: gutgläubiger Erwerb von Geld und Inhaberpapieren

## Österreich
Guter Glaube zeigt sich in sittlichem und redlichem Verhalten; unredlich oder unsittlich zu agieren hingegen ist bösgläubig. Bösgläubigkeit oder Fehlen eines Guten Glaubens ist 'das Wissen oder grob fahrlässige Nichtwissen um einen rechtlich bedeutsamen Umstand beim Erwerb beweglicher Sachen'. Guter Glaube kann sich nachträglich als falsch herausstellen.
Der Grundsatz Treu und Glauben (Sozialverhalten) kennzeichnet bereits den Vorläufer des österreichischen ABGB.
Anwendungsfälle finden sich im Rechtsinformationssystem des Bundes (RIS).

## Angelsächsisches Recht
Im angelsächsischen Common law ist „good faith“ eine abstrakte und umfassende Bezeichnung für aufrichtigen Glauben oder ein aufrichtiges Motiv, sich im Rechtsleben ohne Bosheit oder Betrugsabsichten zu verhalten. Es entspricht insoweit dem guten Glauben im kontinentaleuropäischen Rechtskreis.
Das Konzept steht insbesondere bei Fragen zur Gerechtigkeit und im Wirtschaftsverkehr zum Handelsrecht im Vordergrund. So wird etwa der Erwerber von Vermögensgegenständen vom einheitlichen Handelsgesetz (Uniform Commercial Code) geschützt, das von allen US-Bundesstaaten übernommen wurde. Nach den Vorschriften in 1-201(9) und 2-403 etwa kann ein Kaufmann Eigentum an Vermögensgegenständen erwerben, die von einem Nichteigentümer stammen, sofern der Erwerber seinen guten Glauben bei der Durchführung des Geschäfts nachweisen kann und vernünftige kaufmännische Standards des fairen Handels benutzt hat. Ungewöhnliche oder verdächtige Umstände zerstören den guten Glauben. Bei Nichtkaufleuten wird der gute Glaube als die „bona-fide-Käufer-Doktrin“ bezeichnet und führt zu ähnlichem Rechtsschutz.

## Sonstiger Sprachgebrauch
Good faith wird im Englischen vielfach verwendet, um auszudrücken, dass eine Handlung gut gemeint war, auch wenn das Resultat von der ursprünglichen Intention abweicht. Eine solche Handlung wird also mit guter Absicht vorgenommen und geschieht häufig aus einem uneigennützigen Motiv. Beispiel: In der englischsprachigen Wikipedia wird von einem good faith edit gesprochen, um auszudrücken, dass die Änderung eines Artikels der Enzyklopädie durch einen Autor in guter Absicht geschah, auch wenn sie letztlich aus anderen Gründen verworfen wird. Hiervon zu unterscheiden ist die Gutgläubigkeit aufgrund von Naivität.
Der Begriff wird auch in einem Gedicht Christian Morgensterns genannt.